# Tricoryna kirbyi
Tricoryna kirbyi är en stekelart som först beskrevs av William Harris Ashmead 1900.  Tricoryna kirbyi ingår i släktet Tricoryna och familjen Eucharitidae. Inga underarter finns listade i Catalogue of Life.